# Gillellus
Gillellus is een geslacht van straalvinnige vissen uit de familie van zandsterrenkijkers (Dactyloscopidae).

## Soorten
- Gillellus arenicola Gilbert, 1890
- Gillellus chathamensis Dawson, 1977
- Gillellus greyae Kanazawa, 1952
- Gillellus healae Dawson, 1982
- Gillellus inescatus Williams, 2002
- Gillellus jacksoni Dawson, 1982
- Gillellus ornatus Gilbert, 1892
- Gillellus searcheri Dawson, 1977
- Gillellus semicinctus Gilbert, 1890
- Gillellus uranidea Böhlke, 1968